# Yvette Andréyor
Yvette Andréyor (14è districte de París, 6 d'agost de 1891 – 16è districte de París 30 d'octubre de 1962) va ser una actriu teatral i cinematogràfica de nacionalitat francesa, activa principalment en l'època del cinema mut.

## Biografia
Els seus pares eren Jean-Baptiste André Royé, artista, i Marie-Louise Carcel. Als sis anys d'edat va debutar en l'escena del Teatre del Odéon, fent el seu aprenentatge artístic en el Conservatoire de musique, danse et art dramatique en France, sent la millor en 1913. A partir de llavors va actuar principalment en el Teatre Antoine i en Bèlgica.

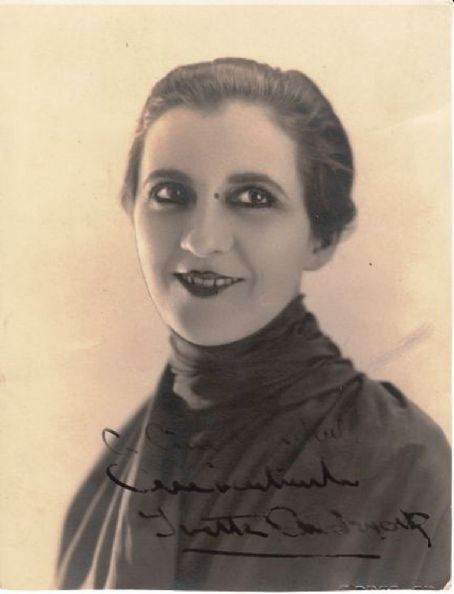
Yvette Andréyor el 1910

Yvette Andréyor va debutar al cinema amb la companyia Gaumont en 1910. Entre les seves actuacions destacades figuren la que va compondre per a Léonce Perret en Haleur en 1911, i per a André Heuzé en Le Bossu (1913), film amb el qual va ser la primera intèrpret de Aurore de Nevers.
Louis Feuillade es va fixar en ella i li va donar treball en nombrosos curtmetratges, en els quals va actuar al costat de Renée Carl, René Navarre, André Luguet o Suzanne Grandais. Al llarg dels anys 1910 l'encantadora jove va adquirir una certa glòria, sent una de les actrius favorites de Feuillade. Fins a 1912, va ser Joséphine a Fantômas, serial de dotze episodis en el qual René Navarre tenia el paper del títol. En 1916 va ser la dolça Jacqueline Aubry a Judex, treballant al costat de René Cresté.
El 15 de juny de 1917 es va casar amb l'actor Jean Toulout, amb el qual va rodar nombrosos films, i del qual es va divorciar en 1926. A l'any següent, amb el rodatge de l'últim episodi de La nouvelle mission de Judex, va finalitzar la seva col·laboració amb Louis Feuillade.
Yvette va treballar a partir de llavors per a altres cineastes: Gaston Ravel, Jacques de Baroncelli, Robert Péguy i Germaine Dulac. En 1921 va ser Sava Toronthal en Mathias Sandorf, una adaptació de la novel·la de Jules Verne dirigida per Henri Fescourt i interpretada per Romuald Joubé, Jean Toulout i Gaston Modot.
En 1923 va tornar al Teatre del Odéon, on s'havia iniciat, i durant uns anys es va dedicar exclusivament a les taules. En 1928 va retornar al cinema per a rodar un últim film mut sota la direcció de René Clair, Les Deux Timides, acompanyant Jim Gérald i Pierre Batcheff.
El cinema sonor no es va interessar massa per l'actriu, que estava dotada d'una bella veu i d'un cert talent. En els anys 1930, Andréyor únicament va rodar curtmetratges, i no va obtenir més que papers de repartiment, actuant sota la direcció de Alberto Cavalcanti o Robert Péguy. Després de la Segona Guerra Mundial va compartir escenes, entre d'altres, amb Georges Marchal a Torrents (1946) i Bourvil a Pas si bête (1946). A partir de llavors es va centrar en el teatre, destacant com a intèrpret de Luigi Pirandello a Sis personatges en cerca d'autor i de François Mauriac a Le Feu sur la terre. Va finalitzar la seva carrera cinematogràfica en 1962 amb la pel·lícula La Planque, de Raoul André.
Yvette Andréyor va morir a París el 30 d'octubre de 1962, dotze dies després de morir Jean Toulout.

## Filmografia
- 1910 : Le Secret du corso rouge, de Louis Feuillade
- 1910 : Le Tricheur, de Louis Feuillade
- 1910 : Le Ballon, de Léonce Perret
- 1910 : Le Lys brisé, de Léonce Perret
- 1910 : Le Forçat
- 1911 : L'Âme du violon, de Léonce Perret
- 1911 : Quand les feuilles tombent de Louis Feuillade
- 1911 : Sous le joug, de Louis Feuillade
- 1911 : Le Trafiquant, de Louis Feuillade i Léonce Perret
- 1911 : La Vierge d'Argos, de Louis Feuillade
- 1911 : Les Béquilles, de Léonce Perret
- 1911 : L'Amour et l'argent, de Léonce Perret
- 1911 : La Cure de solitude, de Léonce Perret
- 1911 : L'Ermite, de Léonce Perret
- 1911 : Trop riche
- 1911 : Dans la vie, de Léonce Perret
- 1911 : L'automne du cœur, de Léonce Perret
- 1911 : L'amour qui tue, de Léonce Perret
- 1910 : L'Aventurière, de Louis Feuillade
- 1911 : Comment on les garde, de Léonce Perret
- 1911 : Comment on les prend, de Léonce Perret
- 1911 : Le Haleur, de Léonce Perret
- 1911 : La Lettre aux cachets rouges, de Louis Feuillade
- 1911 : L'étendard, de Léonce Perret
- 1911 : Mariage par le cinématographe, de Léonce Perret
- 1911 : La Fille du Margrave, de Léonce Perret
- 1911 : Le Fils de Locuste, de Louis Feuillade
- 1911 : La Petite Béarnaise, de Léonce Perret
- 1911 : Nuit tragique, de Léonce Perret
- 1911 : On ne joue pas avec le cœur, de Léonce Perret
- 1912 : L'Accident, de Louis Feuillade
- 1912 : Marquisette et le troubadour, de Léonce Perret
- 1912 : Son passé, de Henri Fescourt
- 1912 : Un grand seigneur, de Henri Fescourt
- 1912 : Le Lien, de Léonce Perret
- 1912 : Tant de rêves s'en vont ainsi
- 1912 : Le Ténor, de Henri Fescourt
- 1912 : Laquelle ?, de Léonce Perret
- 1912 : La Conquête d'Aurélia, de Léonce Perret
- 1912 : Les Yeux ouverts, de Louis Feuillade
- 1912 : Androclès, de Louis Feuillade
- 1912 : Le Château de la peur, de Louis Feuillade
- 1912 : Les Cloches de Pâques, de Louis Feuillade
- 1912 : L'Espalier de la marquise, de Léonce Perret
- 1912 : Irma et le cor
- 1912 : Jeunes filles modernes, de Louis Feuillade
- 1912 : La Vengeance du sergent de ville, de Louis Feuillade
- 1912 : La Leçon d'amour, de Léonce Perret
- 1912 : Marget et Bénédict, de Léonce Perret
- 1912 : Le Retour au foyer, de Léonce Perret
- 1912 : Le petit restaurant de l'espace canin, de Henri Fescourt
- 1912 : Le Mort vivant, de Louis Feuillade
- 1912 : Nanine, femme d'artiste, de Léonce Perret
- 1912 : Notre premier amour, de Léonce Perret
- 1912 : Belle maman a du flair
- 1913 : Le Bossu, de André Heuzé
- 1913 : L'Angoisse, de Louis Feuillade
- 1913 : Le Browning, de Louis Feuillade
- 1913 : Les Chasseurs de lions, de Louis Feuillade
- 1913 : Le Revenant, de Louis Feuillade
- 1913 : Fascination, de Gérard Bourgeois
- 1913 : Le Secret du forçat, de Louis Feuillade
- 1913 : Juve contre Fantômas (4 partes), de Louis Feuillade
- 1913 : Le Mort qui tue, de Louis Feuillade
- 1913 : Fantômas, de Louis Feuillade
- 1913 : Le Faux Magistrat, de Louis Feuillade
- 1913 : L'Effroi, de Louis Feuillade
- 1913 : Le Fiancé impossible, de Henri Fescourt
- 1913 : L'Homme aux deux visages, de Robert Péguy
- 1913 : Le Guet-apens, de Louis Feuillade
- 1913 : Le Duel du fou
- 1913 : Madame Satan, de Robert Péguy
- 1914 : Fantômas contre Fantômas, de Louis Feuillade
- 1914 : Au pays de la mort, de Robert Péguy
- 1914 : L'Expiation, de Louis Feuillade
- 1914 : Yvette se marie
- 1915 : L'Angoisse au foyer, de Louis Feuillade
- 1915 : La Course à l'abîme, de Louis Feuillade
- 1915 : Quand minuit sonnera, de Charles Burguet
- 1915 : Les Bobines d'or, de Léonce Perret
- 1915 : Marraines de France, de Léonce Perret
- 1915 : L'Ombre tragique, de Louis Feuillade
- 1915 : Son or, de Louis Feuillade
- 1916 : L'Aventure des millions, de Louis Feuillade
- 1916 : C'est pour les orphelins !, de Louis Feuillade
- 1916 : Remember, de Charles Burguet
- 1916 : Le double jeu, de Charles Burguet
- 1916 : Filles d'Eve, de Gaston Ravel
- 1916 : Judex (12 episodios), de Louis Feuillade
- 1916 : Le Fils, de Charles Burguet
- 1916 : Un mariage de raison, de Louis Feuillade
- 1916 : Si vous ne l'aimez pas..., de Louis Feuillade
- 1916 : Les Fourberies de Pingouin, de Louis Feuillade
- 1916 : La Peine du talion, de Louis Feuillade
- 1916 : Le Malheur qui passe, de Louis Feuillade
- 1917 : L'Autre, de Louis Feuillade
- 1917 : Le Bandeau sur les yeux (tres partes), de Louis Feuillade
- 1917 : Déserteuse!, de Louis Feuillade
- 1917 : La Fugue de Lily, de Louis Feuillade
- 1917 : Herr Doktor, de Louis Feuillade
- 1917 : Le Passé de Monique, de Louis Feuillade
- 1917 : Renoncement, de Edgar-Émile Violet
- 1917 : Fatale ressemblance, de Production Gaumont
- 1918 : La Nouvelle Mission de Judex (12 episodis), de Louis Feuillade
- 1918 : Le Calice, de Maurice Marriaud
- 1918 : La Maison d'argile, de Gaston Ravel
- 1918 : Le Calicot, de Production C.C.L
- 1918 : Française malgré tout
- 1918 : Les Petites marionnettes, de Louis Feuillade
- 1918 : La Flamme, de Gaston Leprieur
- 1919 : La Rafale, de Jacques de Baroncelli
- 1919 : La Muraille qui pleure, de Gaston Leprieur
- 1920 : Mathias Sandorf, de Henri Fescourt
- 1921 : La Nuit du 13, de Henri Fescourt
- 1921 : Chantelouve, de Georges Monca i Rose Pansini
- 1922 : Judith, de Georges Monca i Rose Pansini
- 1922 : Le crime de Monique, de Robert Péguy
- 1925 : Âme d'artiste, de Germaine Dulac i Robert Péguy
- 1929 : Les Deux Timides, de René Clair
- 1930 : Dans une île perdue, de Alberto Cavalcanti
- 1931 : Vive la classe, de Maurice Cammage
- 1932 : Monsieur Durand sénateur, de Robert Péguy
- 1933 : Paradis d'amour, de Maurice Windrow
- 1933 : L'assassin est ici, de Robert Péguy
- 1937 : Ma petite marquise, de Robert Péguy
- 1939 : Le Veau gras, de Serge de Poligny
- 1945 : Un ami viendra ce soir, de Raymond Bernard
- 1946 : Torrents, de Serge de Poligny
- 1946 : Pas si bête, de André Berthomieu
- 1947 : Par la fenêtre, de Gilles Grangier
- 1949 : La Veuve et l'Innocent, de André Cerf
- 1962 : La Planque, de Raoul André

## Teatre
- 1928 : La Communion des saints, de Magdeleine Bérubet, escenografia de Georges Pitoëff, Teatro Hébertot
- 1938 : Septembre, de Constance Coline, escenografia de René Rocher, Théâtre du Vieux-Colombier
- 1941 : Le Maître de forges, de Georges Ohnet, escenografia de Robert Ancelin, Teatre de la Porte Saint-Martin
- 1941 : La Porteuse de pain, de Xavier de Montépin, escenografia de Robert Ancelin, Teatre de la Porte Saint-Martin
- 1943 : Mon oncle et mon curé, de Jean de La Brète, escenografia de Robert Ancelin, Teatre de la Porte Saint-Martin
- 1945 : Lorenzaccio, de Alfred de Musset, escenografia de Gaston Baty, Teatre Montparnasse
- 1947 : Nous irons à Valparaiso, de Marcel Achard, escenografia de Pierre Blanchar, Théâtre de l'Athénée
- 1948 : Nous irons à Valparaiso, de Marcel Achard, escenografia de Pierre Blanchar, Teatre des Ambassadeurs
- 1949 : Neiges, de Marcelle Maurette i Georgette Paul, escenografia de Marguerite Jamois, Teatre Montparnasse
- 1950 : Le Feu sur la terre, de François Mauriac, escenografia de Jean Vernier, Théâtre des Célestins, Teatre Hébertot